# アルゴン18
アルゴン18（Argon 18）は、カナダの自転車メーカーで、1989年にジェルヴェ・リューがケベック州モントリオールで創業した。ブランド名は、元素周期表の18番目のアルゴンから名付けられた。アルゴン18のバイクは70カ国以上で販売されており、プロサイクリングチームやプロトライアスリートのスポンサーも務めている。
2017年6月には、2020年東京オリンピックまで、カナダのロード、トラック、パラサイクリングのナショナルチームの公式サプライヤーに選ばれた。

## 特徴

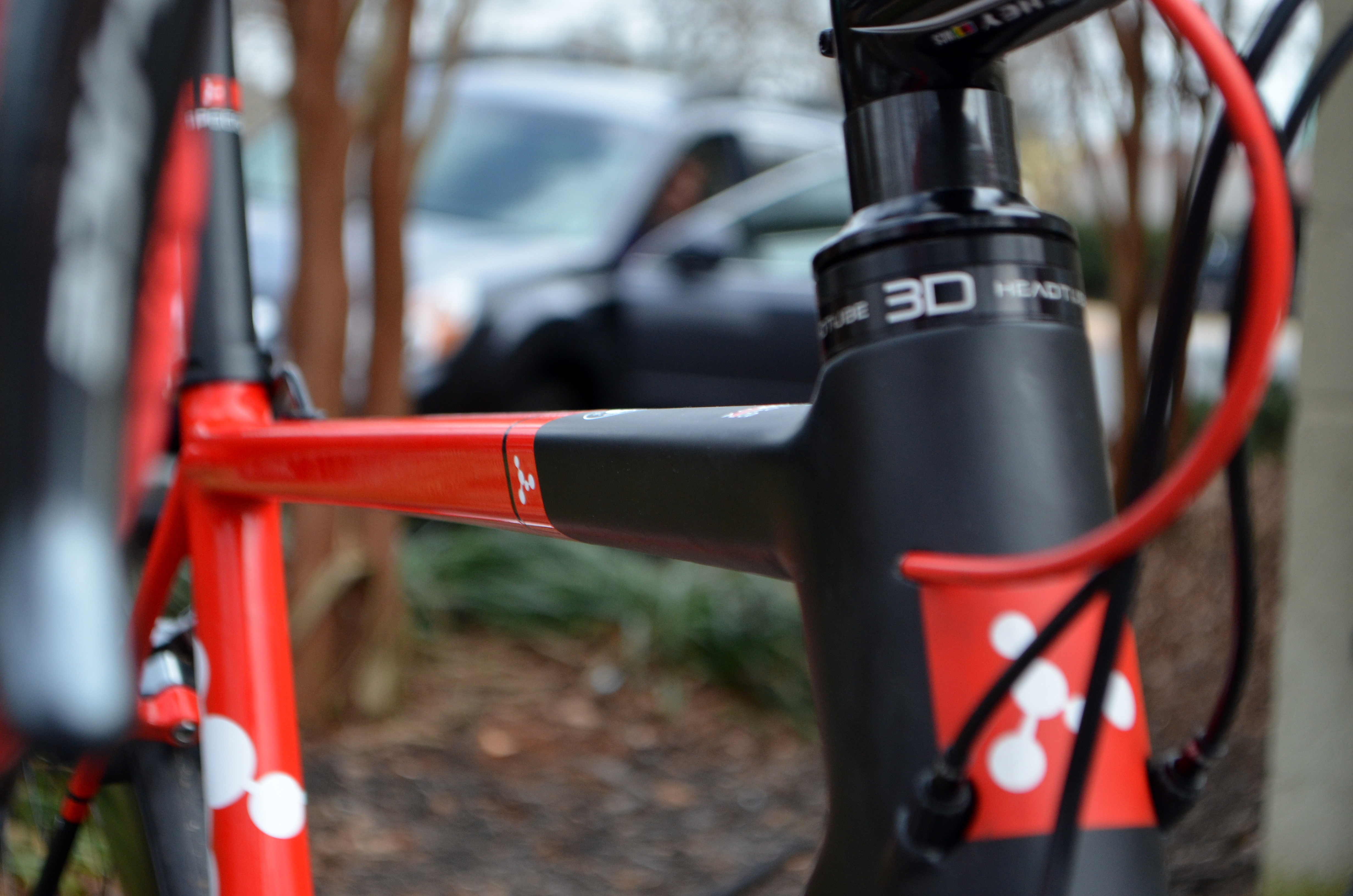
3Dヘッドチューブ

アルゴン18の自転車は、「軽量」「高剛性」「快適性」「エアロダイナミクス」の4つの要素を最適なバランスで実現することを目指している。そのために、以下のような独自の技術を用いている。
- 2種類のカーボンを使い分けたフレーム設計：フレームの上部は柔軟なカーボン繊維を使って衝撃吸収性を高め、下部は剛性の高いカーボン繊維を使ってパワー伝達性を高める。
- 3Dヘッドシステム：コラムスペーサーを使わずにヘッドチューブの高さを調整できるシステム。ヘッド周りの剛性を損なわずに、ポジションの幅を広げる。[2]
- ONEnessコンセプト：一体型のエアロフォークとエアロバーを採用したトライアスロンバイクの設計コンセプト。空気抵抗を減らしながら、操作性や快適性も確保する。[3]

## モデル

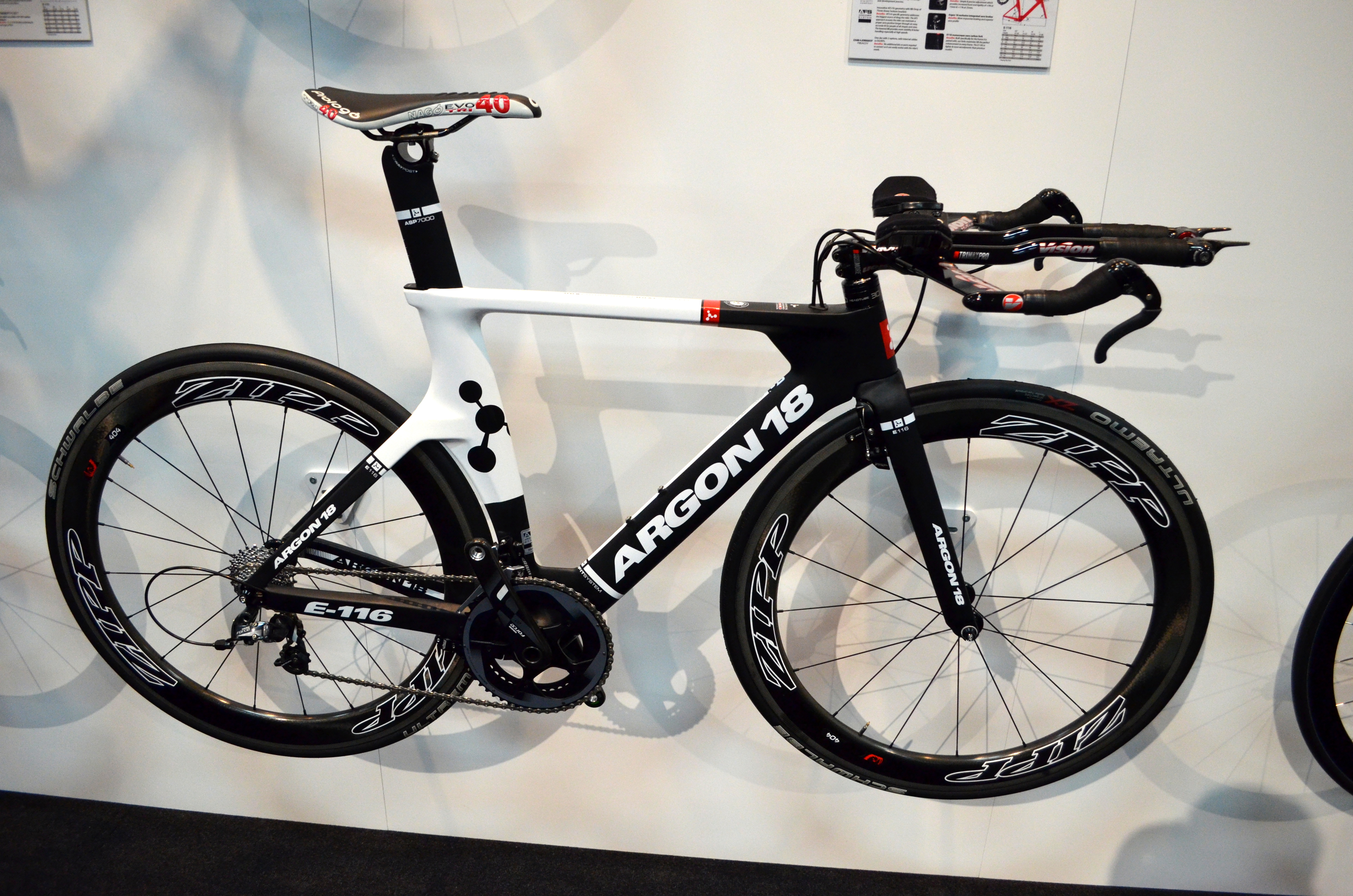
Argon 18's E-116.

アルゴン18の自転車は、用途や性能に応じて以下のようなモデルに分類される。
- GALLIUM（ガリウム）：オールラウンドに走れるロードバイク。ディスクブレーキとリムブレーキの両方に対応している。PRO、無印、CSの3種類がある。
- KRYPTON（クリプトン）：エンデュランス性能に優れたロードバイク。長距離ライドやツーリングに適している。PRO、GF、CSの3種類がある。
- NITROGEN（ナイトロジェン）：エアロ性能に優れたロードバイク。レースやスピードを求めるライダーに適している。ディスクブレーキのみに対応している。
- E119（イーワンナインティーン）：トライアスロンやタイムトライアルに特化したバイク。ONEnessコンセプトに基づいて設計されている。TRI、TRI+、TTの3種類がある。
- DARK MATTER（ダークマター）：グラベルロードバイク。オフロードや悪路にも対応できる。ディスクブレーキのみに対応している。

## スポンサーシップ
アルゴン18は、以下のような自転車競技チームやトライアスリートにスポンサーシップを提供している。
- ジェリーベリー・マキシス（UCIコンチネンタルチーム）
- シルバー・プロ・サイクリング・チーム（UCIコンチネンタルチーム）
- チャンピオン・システム・スタンズ・ノーチューブス（UCIコンチネンタルチーム）
- チーム・トレフォー・ブルー・ウォーター（UCIコンチネンタルチーム）
- チーム・ノボ・ノルディスク（UCIプロチーム）
- クレイグ・アレクサンダー（トライアスリート）
- ヘザー・ジャクソン（トライアスリート）
- ミシェル・ベステルビー（トライアスリート）
- エリック・ラガーストロム（トライアスリート）
- ステファニー・ロイ（トライアスリート）